# Tempeliershoeve (Westvleteren)
De Tempeliershoeve is een boerderij in de tot de West-Vlaamse gemeente Vleteren behorende plaats Westvleteren, gelegen aan de Eikhoekstraat 49-51.

## Gebouw
Het in de volksmond Tempeliershoeve genoemde bouwwerk is een omgracht boerderijcomplex dat vermoedelijk vroeger een kasteel was van de heren van Zuidpene. Dit zou in de 16e eeuw gebouwd zijn en het werd in de 19e eeuw omgebouwd tot hoevecomplex. Het nog gedeeltelijk omgrachte woonhuis ligt op de plaats van het voormalig kasteeltje. Het is een rechthoekig bakstenen gebouw met een hoektorentje, en voorzien van diverse metselaarstekens. Het torentje heeft een vierkante plattegrond en een bakstenen spits. Het interieur omvat nog een laatgotische schouw in keuken en woonkamer. Ook de houten zoldering is laatgotisch.
De tegenoverliggende hoeve bestaat uit losse gebouwen en is terug te voeren op het voormalige neerhof.